# Vorges-les-Pins
Vorges-les-Pins – miejscowość i gmina we Francji, w regionie Burgundia-Franche-Comté, w departamencie Doubs.
Według danych na rok 1990 gminę zamieszkiwało 370 osób, a gęstość zaludnienia wynosiła 78 osób/km² (wśród 1786 gmin Franche-Comté Vorges-les-Pins plasuje się na 396. miejscu pod względem liczby ludności, natomiast pod względem powierzchni na miejscu 825.).